# Abrawayaomys

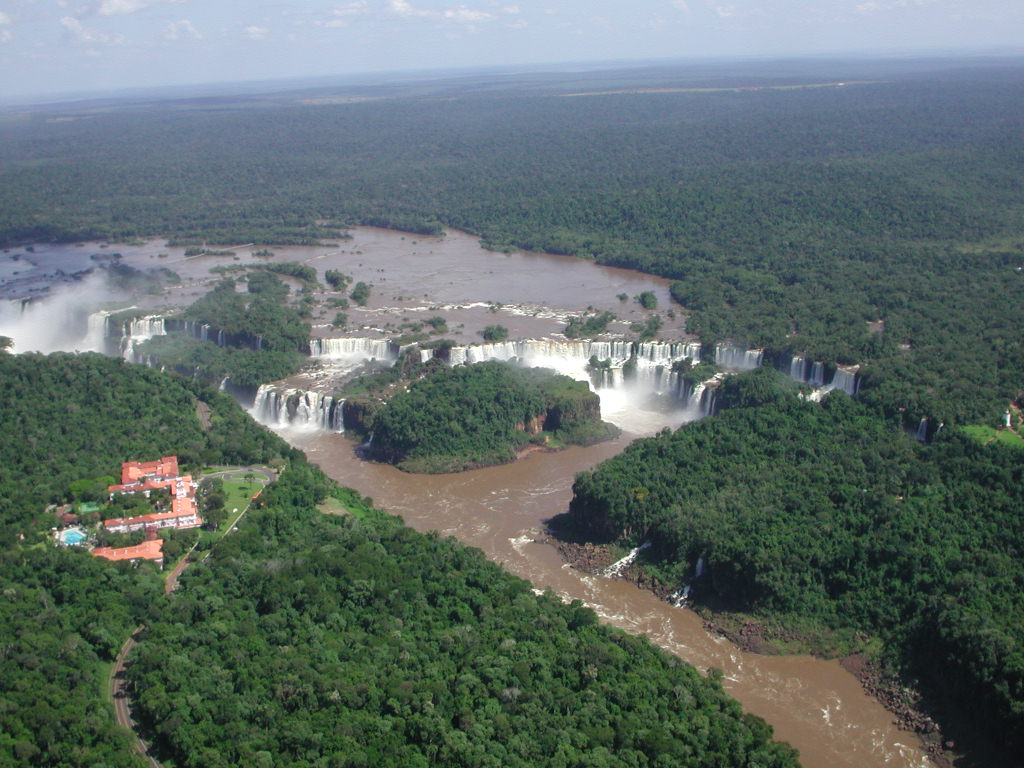
Zona de les Cascades de l'Iguaçú, zona on viu aquest gènere de rosegadors.

Abrawayaomys és un gènere de rosegadors de la família dels cricètids. La seva distribució s'estén pel sud-est del Brasil i per la província de Misiones, a l'extrem nord-oriental de l'Argentina.

## Taxonomia
Aquest gènere està compost per només dues espècies:
- A. chebezi, endèmica de la província argentina de Misiones.[1]
- A. ruschii, endèmica del sud-est del Brasil.[2]

## Descripció
Algunes de les característiques cranials suggereixen que aquest gènere podria estar relacionat amb el gènere Thomasomys. Les parts superiors són de color groc grisenc, més fosc al cap; les parts inferiors són de color blanc groguenc. Pèls fins es barregen amb altres de més gruixuts amb característiques d'espines aplanades i solcades, que són més nombroses a la part posterior.